# Lohme
Lohme er en by og kommune i det nordøstlige Tyskland, beliggende under Landkreis Vorpommern-Rügen på øen Rügen. Landkreis Vorpommern-Rügen ligger i delstaten Mecklenburg-Vorpommern.
Landsbyen er beliggende på nordkysten af halvøen Jasmund på den op til 70 meter høje klint, der er en nordøstlig udløber af skovlandskabet Stubnitz. En stejl trappe fører ned til havnen, der først blev anlagt i 1906. Lohme grænser op til Nationalpark Jasmund.

## Bebyggelser
- Lohme
- Blandow,
- Hagen,
- Nardevitz,
- Nipmerow
- Ranzow.